# L'Idée ridicule de ne plus jamais te revoir
L'Idée ridicule de ne plus jamais te revoir (La ridicula idea de no volver a verte) est une œuvre de la romancière espagnole Rosa Montero, parue en 2013 aux éditions Seix Barral en langue originale, et publiée en version française en 2015 chez Métailé, traduite par Myriam Chirousse.

## L'œuvre

### Résumé
En 2011, alors que Rosa Montero s’enlise dans l’écriture d’un roman, son éditrice espagnole lui envoie un court texte qu’elle veut rééditer, pour lui demander d’en rédiger la préface. C'est le journal écrit par Marie Curie après la mort de son mari, Pierre, renversé par une voiture à cheval en 1906. La lecture bouleverse Rosa Montero, qui va se lancer dans ce nouveau projet : « J’ai senti que je pouvais utiliser le personnage de Marie Curie, si grand, si complexe, comme un écran où projeter les réflexions et les émotions qui tournaient dans ma tête et dans mon cœur depuis deux ans. »
L'œuvre centrée sur la vie de Marie Curie comporte de nombreux éléments autobiographiques de Rosa Montero.

### Les thèmes abordés
- Le deuil : Marie Curie est devenue veuve brutalement alors qu'elle avait trente huit ans. Rosa Montero vient de perdre son compagnon au terme d'une longue maladie.  Le livre mêle des extraits du journal que Marie Curie a tenu pendant l'année qui suivit le décès de Pierre à des analyses de Rosa Montero sur la manière dont elle a vécu (et vit encore) la mort de son époux.
- La place de la femme dans la société : Marie Curie née en Pologne en 1867  a dû venir en France pour faire des études supérieures. Toute sa vie elle s'est battue pour concilier sa vie de femme avec sa vocation scientifique, pour faire reconnaître son rôle dans les avancées de la physique et de la chimie de son époque (malgré ses prix Nobel) et enfin elle a dû subir des attaques sur sa vie privée lors de sa liaison avec Paul Langevin. « L'envergure de Mme Curie fut une bizarrerie absolue à une époque où les femmes n'étaient autorisées à presque rien[1]. » (page 13)
- L'identité et ses liens avec les souvenirs. Comment la personnalité dépend des souvenirs et comment la mémoire est une mémoire palimpseste : « Pour vivre nous devons nous raconter. Nous sommes un produit de notre imagination. Notre mémoire est en réalité une invention, un conte que nous réécrivons un peu tous les jours (ce dont je me souviens aujourd'hui de mon enfance n'est pas ce dont je me souvenais il y a vingt ans). Ce qui veut dire que notre identité, elle aussi est fictionnelle, étant donné qu'elle se fonde sur la mémoire[1]. » (page 101-102)
- La fin de vie et la mort : Une réflexion sur la façon dont la société considère la vieillesse. « Il se trouve que la période de l'enfance occupe habituellement beaucoup de place, puis viennent la jeunesse et la maturité, qui naturellement englobe des pages et des pages. Mais il arrive un moment dans le récit de leurs vies où brusquement tout paraît se vider ou s'accélérer ou se contracter. Je veux dire que quand ils ne meurent pas jeunes, on dirait que tout ce qui leur arrive quand ils atteignent la vieillesse n'intéresse pas beaucoup[1]. » (page 153 ) Si la vieillesse est marginalisée dans les biographies, la mort du personnage principal est considérée comme un événement malheureux alors qu'elle est partie intégrante de la vie. « Mais la vie n'a pas d'autres fins possible que la mort. Et avant, si vous avez beaucoup de chance : la vieillesse. Les films hollywoodiens ne finissent pas comme ça d'habitude. Les gens trouvent ça déprimant. Mon roman Le Roi transparent s'achève avec la mort du personnage principal. Pour moi, c'est une mort magnifique, une mort heureuse. Elle a vécu une vie formidable et elle choisit sa manière de partir. Je considère que c'est un roman très optimiste et l'écrire a atténué ma peur de ma propre fin. Et il y a des lecteurs qui le voient ainsi comme ça, mais d'autres me disent qu'ils ne me pardonne pas d'avoir tué l'héroïne. Enfin voyons, tous les héros meurent, c'est juste qu'ils le font en dehors des pages du livre[1]. » (page 167)

### Les principaux personnages
- Marie Curie : c'est l'héroïne de l'histoire. Elle est vue par les yeux de Rosa Montero : « Il y a deux choses difficiles à comprendre dans la biographie de Marie Curie: La première, c'est qu'en dépit de toutes les preuves qui se sont accumulées au cours de sa vie, elle n'ait pas pris conscience de la dangerosité du radium. Les Curie avaient vu que l'exposition tuait les animaux de laboratoire, mais ils pensaient allègrement et illogiquement qu'elle ne produisait que des brûlures de la peau chez les humains.(...)  La deuxième chose difficile à comprendre de Marie Curie, c'est son silence total quand il s'agit de parler des problèmes supplémentaires qu'elle a dû affronter du fait d'être une femme. Jamais elle n'a mentionné, même pas en passant, le machisme évident et féroce de la société dans laquelle elle vivait, et jamais elle n'a souligné les injustices particulières dont elle a elle-même souffert et qui furent nombreuses[1]. (page 105 à 113)
- Pierre Curie : il rencontre Marie Curie alors qu'il a trente cinq ans. C'est un bel homme qui vit encore chez ses parents. Jusqu'alors il craignait que la présence d'une épouse et d'enfants remette en question sa carrière scientifique[1]. (p. 81). Tout comme sa femme il ne voit pas les dangers du radium Lorsqu'il meurt accidentellement en 1906 en tombant sous les pieds d'un cheval, il est déjà très affaibli. (p. 97-98)[1].
- Rosa Montero : elle apparait dans le roman par ses réflexions sur Marie Curie, et à travers les bribes de sa propre histoire d'amour qui apparaissent tout au long de l'histoire.
- Paul Langevin : il devient l'amant de Marie Curie quatre ans après la mort de Pierre. Il est marié à une femme avec qui il a des rapports conflictuels et il est père de quatre enfants. Il est décrit comme l'exemple même de l'homme faible (page 134-138)[1]. Cette liaison rendue publique par l'épouse de Langevin déchaina la presse contre Marie Curie (p. 142-143)[1].

### Les procédés narratifs marquants
Ce n'est pas un  récit à la première personne car l'auteur n'est pas un personnage romancé. Ce n'est pas une autobiographie (l’autobiographie se caractérise à minima par l’identité de l’auteur, du narrateur et du personnage), car le personnage de L'Idée ridicule de ne plus jamais te revoir n'est pas Rosa Montero. C'est encore moins un roman autobiographique puisque le sujet n'est pas un personnage de fiction. On pourrait penser qu'il s'agit d'une biographie mais l'intervention constante de l'auteur dans le récit à travers ses propres souvenirs ne permet pas non plus de classer cette œuvre dans cette catégorie. « Pourtant, L’Idée ridicule de ne plus jamais te revoir, son nouveau livre introduit une rupture : pour la première fois, l’écrivaine espagnole a fait de sa douleur la plus intime, la perte de son compagnon, Pablo, en 2009, la matière d’un livre étrange et captivant, au genre inclassable, entre l’essai, le récit et la biographie – celle de Marie Curie (1867-1934). »
Il se distingue aussi par l'usage de hashtags récurrents, rassemblés dans un index en fin d'ouvrage, émaillant le texte comme une ponctuation.

## Analyses et commentaires

### Les critiques de la presse française
- Le Monde des livres du 25 février 2015[3].
- Le Nouvel Observateurs du 3 mars 2015[5]. Didier Jacob insiste sur l'admiration que Rosa Montero voue à Marie Curie et sur la façon dont elle se glisse dans l'histoire de son héroïne pour raconter son propre parcours, « celui d'une féministe convaincue, pur produit de la contre-culture des années 1970. Rosa Montero se dépeint ainsi avec un parfait humour en hippie de choc, refusant de porter des soutiens-gorge, de chausser des talons aiguilles, de se maquiller et de s’épiler sous les bras [5]. »

### Émission de radio
- L'Humeur vagabonde du 5 février 2015[6] : « Étrange livre que le dernier publié par la journaliste et romancière espagnole, Rosa Montero. Loin des précédents, contes fantastiques, récits étranges inspirés de la science fiction, se situant dans un passé lointain ou un futur angoissant, L'Idée ridicule de ne plus jamais te revoir, qui vient de paraître aux éditions Métailié dans une traduction de Myriam Chirousse, est un livre dans lequel l’auteur parle sans fard à la première personne. Marie Curie, qu’elle connaissait peu, va, à travers ce journal qui la révèle, lui servir de mètre étalon pour évaluer sa propre vie, ses engagements, son féminisme, ses amours et la place occupée par son métier. C’est un livre fantasque, virevoltant, rageur et passionné, qui doit sûrement ressembler trait pour trait à celle qui l’a écrit. »

### Autres analyses
- Une critique négative : Chronicart[7]. Pour l'auteur de l'article, Rosa Montero ne nous apprend pas grand chose sur Marie Curie et échoue aussi à définir la nouvelle place de la femme. Elle agite trop de thèmes et ne parvient ni à écrire une biographie fidèle ni un récit personnel. Il lui donne la note de 2 sur 5.
- Des critiques positives :
  - Blog de L'Express[8]. Véronique Poirson insiste sur le fait que l'essentiel de l'œuvre de Rosa Montero est consacrée à Marie Curie, son enfance, sa jeunesse, son couple et la fascination que Pierre et Marie Curie éprouvent pour le radium. Mais elle est sensible au fait que « Rosa Montero par-delà les photographies du visage sérieux et souvent triste de Marie, nous offre une femme passionnée, sensuelle, amoureuse, une femme chercheuse, prix Nobel, mère. Et c’est très tendre ».
  - AL Actualité[9] met l'accent sur un autre aspect du livre : la littérature comme arme puissante contre la douleur. « Nous avons tous besoin de beauté pour que la vie soit supportable. C'est pour ça que je suis en train d'écrire ce livre. C'est pour ça que vous êtes en train de le lire[1] ».
  - Le Choix des libraires[10]. Méditation sur le sens d'existences humaines écrit Pauline Girardin. Max Buvry justifie ainsi son choix : « Deux femmes hors norme, un texte étonnant et attachant, qui aborde des thématiques toujours très contemporaines, éclairé par une écriture vivante et enjouée happe le lecteur dès les premières lignes ».